# Kidumu Mantantu
Raoul Albert Kidumu Mantantu (1946. november 17. –) zairei válogatott labdarúgó.

## Karrier
A zairei labdarúgás aranykorszakának egyik tagja.
Részt vett az 1968-as és 1974-es Afrikai nemzetek kupáján, valamint az 1974-es labdarúgó-világbajnokságon is szerepelt.

## Sikerei, díjai
- 2-szeres Afrikai nemzetek kupája győztes: 1968, 1974